# Riegel am Kaiserstuhl
Riegel am Kaiserstuhl est une commune de Bade-Wurtemberg (Allemagne), située dans l'arrondissement d'Emmendingen, dans le district de Fribourg-en-Brisgau.

## Jumelage
- Champhol (France) depuis 1995

## Lieux et patrimoine
- La Riegeler Brauerei (de)
- Le mithraeum de Riegel[1].

## Galerie

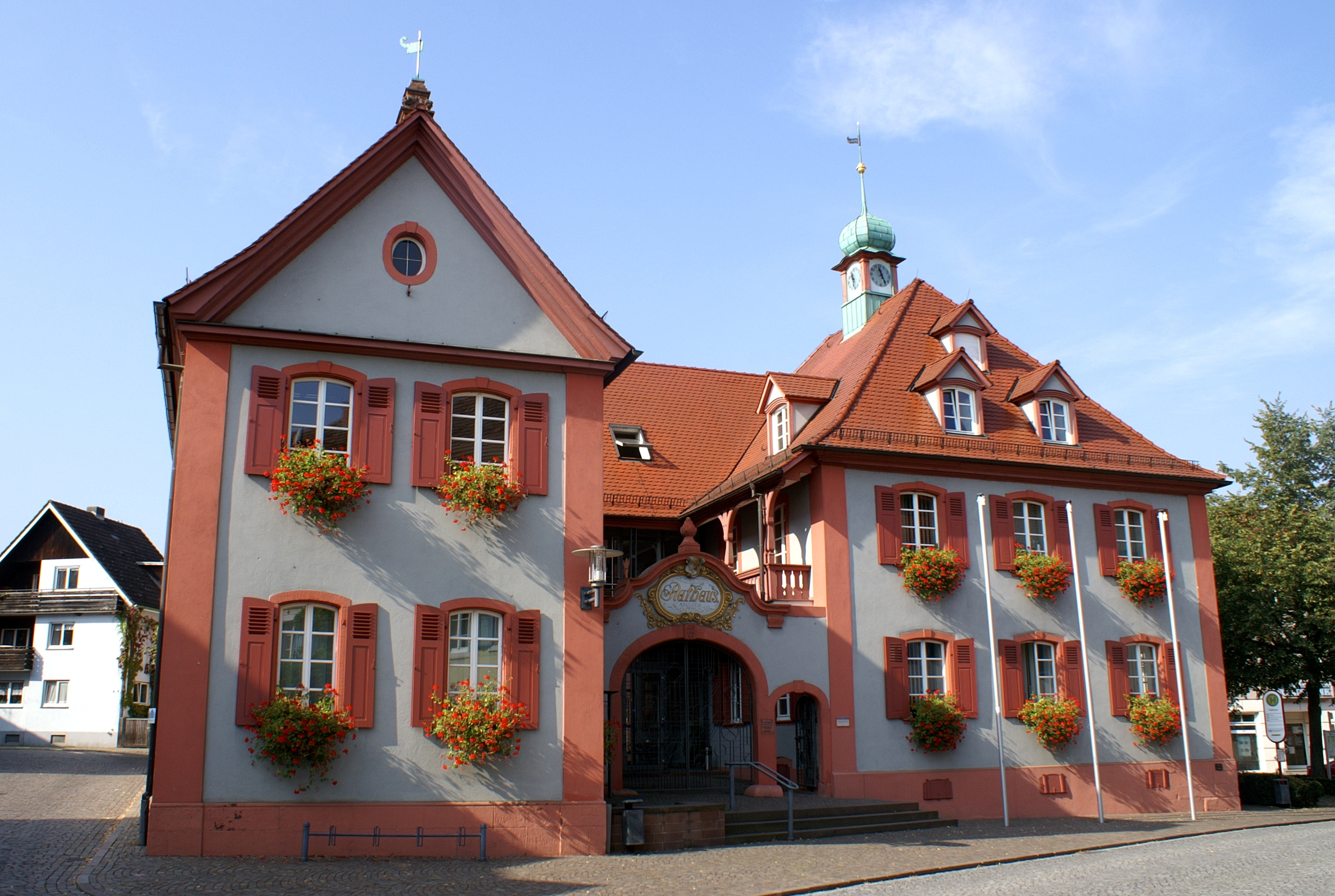
L'hôtel de ville de Riegel.
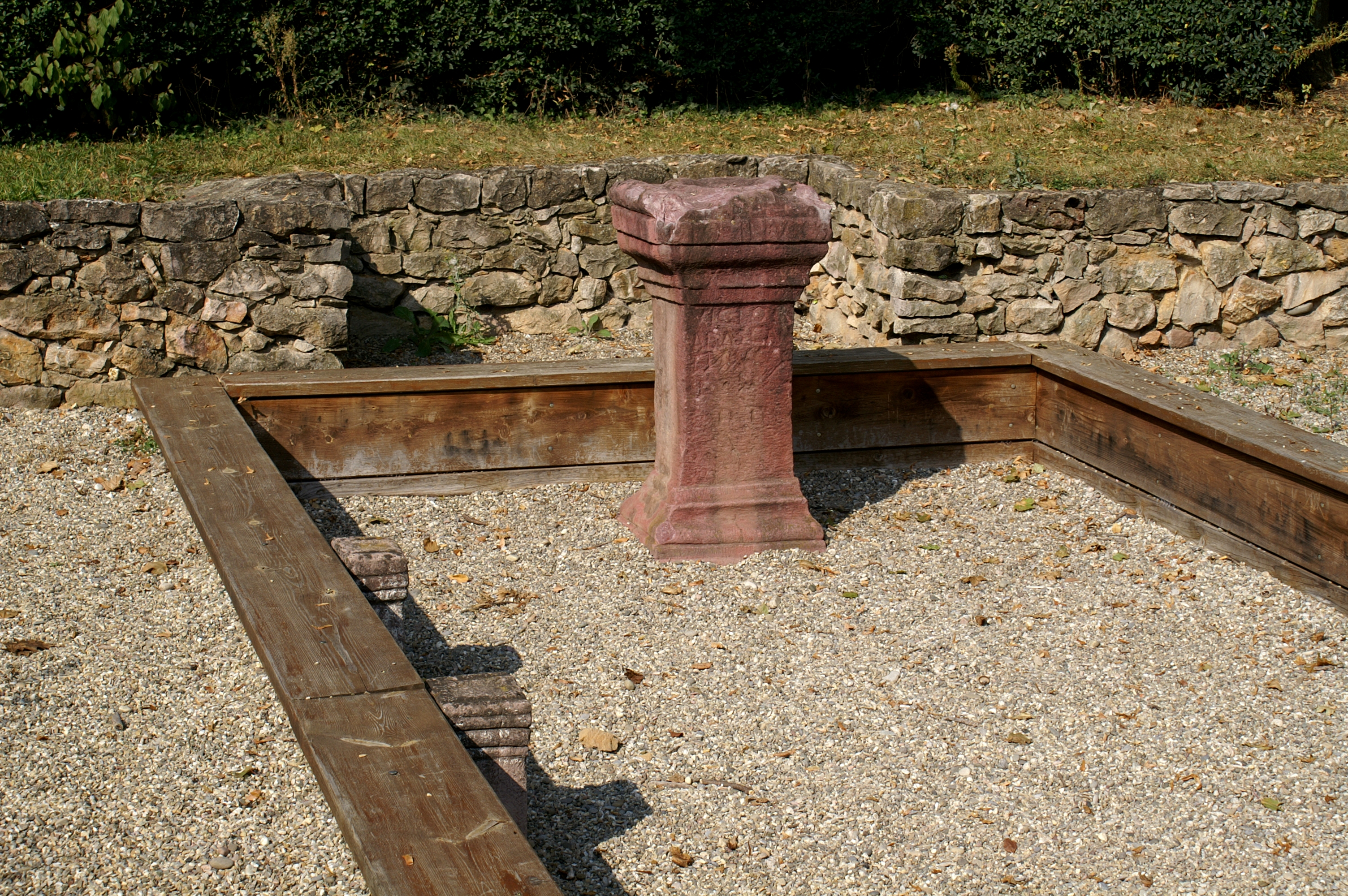
Mithraeum de Riegel.
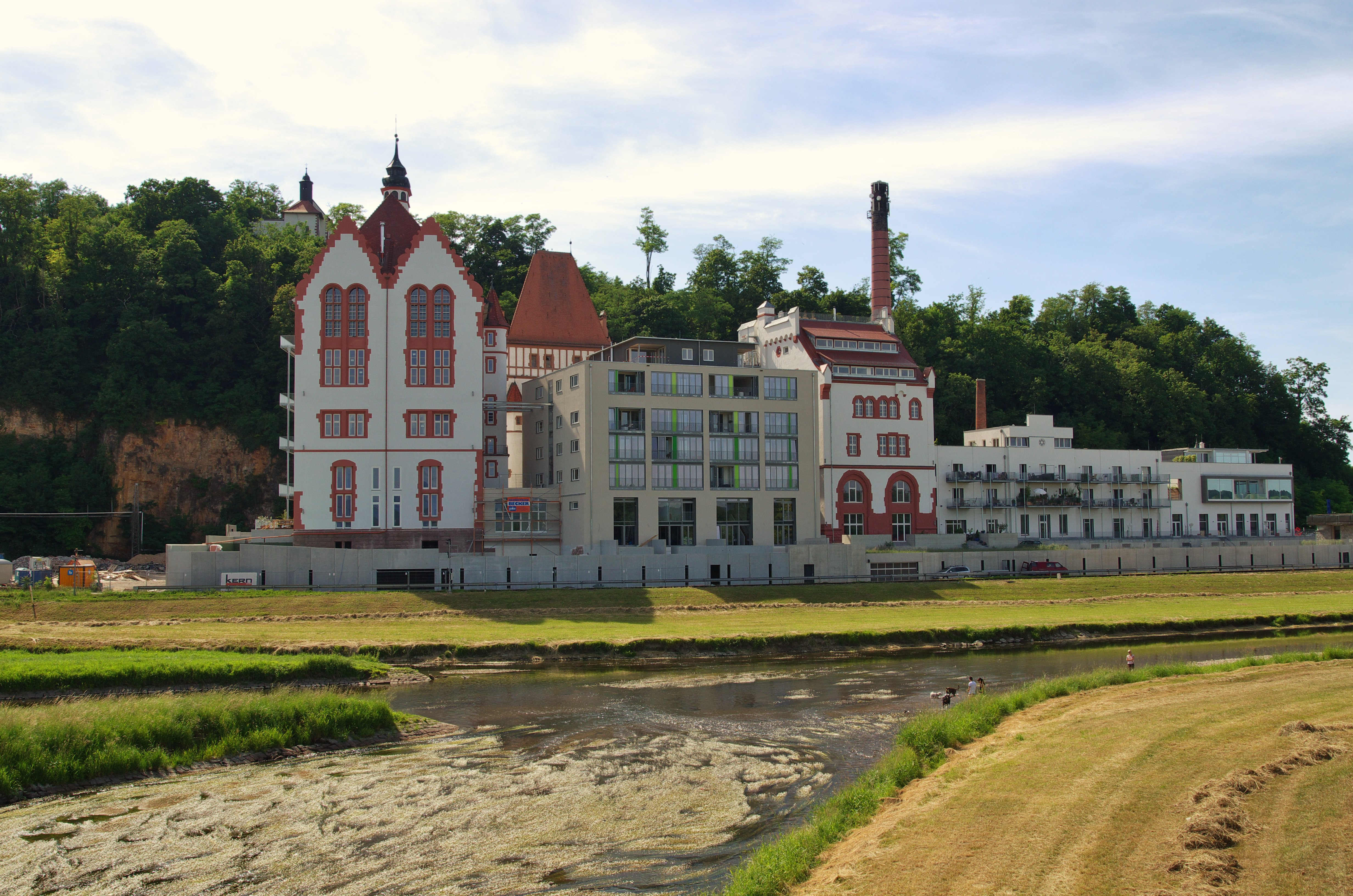
La brasserie.